# Akiko Morigami
Akiko Morigami (jap. 森上 亜希子, Morigami Akiko; * 12. Januar 1980 in Ikuno-ku, Osaka) ist eine ehemalige japanische Tennisspielerin.

## Karriere
Akiko Morigami gewann ihren einzigen Einzeltitel auf der WTA Tour 2007 in Prag, als sie dort im Finale Marion Bartoli mit 6:1, 6:3 besiegte. Zudem erreichte sie zweimal das Endspiel beim WTA-Turnier in Cincinnati, wo 2005 sie gegen Patty Schnyder und 2007 gegen Anna Tschakwetadse verlor.
Dreimal zog sie in die dritte Runde eines Grand-Slam-Turniers ein, 2003 und 2007 in Wimbledon sowie 2005 bei den French Open.
2003 konnte sie beim WTA-Turnier in Memphis einen Titelgewinn im Doppel feiern, als sie an der Seite ihrer Landsfrau Saori Obata im Finale Alina Schidkowa und Bryanne Stewart in zwei Sätzen klar besiegte.
Zwischen 2002 und 2009 bestritt sie 23 Partien für die japanische Fed-Cup-Mannschaft, von denen sie 18 siegreich gestalten konnte.
Bei den Olympischen Spielen 2004 in Athen trat sie sowohl im Einzel als auch im Doppel an. In beiden Wettbewerben kam das Aus in der zweiten Runde.

## Turniersiege

### Einzel
| Nr. | Datum        | Turnier | Kategorie   | Belag | Finalgegnerin  | Ergebnis |
| --- | ------------ | ------- | ----------- | ----- | -------------- | -------- |
| 1.  | 13. Mai 2007 | Prag    | WTA Tier IV | Sand  | Marion Bartoli | 6:1, 6:3 |

### Doppel
| Nr. | Datum            | Turnier | Kategorie    | Belag             | Partnerin   | Finalgegnerinnen                | Ergebnis |
| --- | ---------------- | ------- | ------------ | ----------------- | ----------- | ------------------------------- | -------- |
| 1.  | 22. Februar 2003 | Memphis | WTA Tier III | Hartplatz (Halle) | Saori Obata | Alina Schidkowa Bryanne Stewart | 6:1, 6:1 |

## Abschneiden bei Grand-Slam-Turnieren

### Einzel
| Turnier         | 2002 | 2003 | 2004 | 2005 | 2006 | 2007 | 2008 | 2009 | Karriere |
| --------------- | ---- | ---- | ---- | ---- | ---- | ---- | ---- | ---- | -------- |
| Australian Open | Q3   | 2    | 2    | 1    | 1    | 2    | 2    | —    | 2        |
| French Open     | —    | 1    | 1    | 3    | 2    | 1    | 1    | —    | 3        |
| Wimbledon       | —    | 3    | 1    | 1    | 2    | 3    | —    | 1    | 3        |
| US Open         | —    | 1    | 2    | 1    | 1    | 1    | —    | —    | 2        |

Zeichenerklärung: S = Turniersieg; F, HF, VF, AF = Einzug ins Finale / Halbfinale / Viertelfinale / Achtelfinale; 1, 2, 3 = Ausscheiden in der 1. / 2. / 3. Hauptrunde; Q1, Q2, Q3 = Ausscheiden in der 1. / 2. / 3. Runde der Qualifikation; n. a. = nicht ausgetragen

### Doppel
| Turnier         | 2003 | 2004 | 2005 | 2006 | 2007 | 2008 | 2009 | Karriere |
| --------------- | ---- | ---- | ---- | ---- | ---- | ---- | ---- | -------- |
| Australian Open | —    | 1    | —    | —    | 1    | 1    | —    | 1        |
| French Open     | 2    | —    | 1    | 1    | AF   | 1    | —    | AF       |
| Wimbledon       | 1    | —    | 2    | 1    | 2    | —    | 1    | 2        |
| US Open         | 1    | —    | 2    | AF   | AF   | —    | —    | AF       |